# Phobetus saylori
Phobetus saylori är en skalbaggsart som beskrevs av Mont A. Cazier 1937. Phobetus saylori ingår i släktet Phobetus och familjen Melolonthidae. Inga underarter finns listade i Catalogue of Life.